# Colette Gibelin
Pour les articles homonymes, voir Gibelin.
Colette Gibelin, née le 12 mars 1936 à Casablanca (Maroc), est une poète française.

## Biographie
Colette Gibelin est née à Casablanca où elle passe les trente premières années de sa vie. Ancienne élève de l’École normale supérieure, elle a été longtemps professeur de lettres.

## Œuvres
- Appel, Debresse, 1956
- Mémoires sans visages, Chambelland, 1967.
- De quel cri traversée, Chambelland, 1968.
- Le paroxysme seul, Chambelland, 1972.
- Lumières, Telo Martius, 1998.
- Dure mémoire, Clapàs, 1998.
- Errants Eldorados, Encres vives, 1998.
- Mirages, Clapàs, 1999.
- Éclats et Brèches, Clapàs, 2000.
- Vivante Pierre, Cahiers de Poésie Verte (prix Troubadours 2000).
- Sinon chanter, Les amis de la poésie, Bergerac, 2002.
- Comme un chant de fontaine, Alain Benoit, 2002.
- Ce n’est que vivre, La Bartavelle, 2002.
- Bleus et ors, Télo Martius, 2003.
- Le jour viendra, la nuit aussi, Encres vives, 2005.
- Souffles et Songes, Sac à mots, 2005.
- Spécial Colette Gibelin, Encres vives, 2006.
- Fluctuations, Les amis de la poésie, Bergerac, 2007.
- Un si long parcours, l’Harmattan, 2007.
- Quel éclat perfore le noir ?, (images de Blaise Simon) 2009.
- Par delà toute nuit, Télo Martius (avec une peinture originale de Françoise Rohmer), 2009.
- Sable et sel, Sac à mots (écrit à deux voix avec Jean-Marie Gilory, mise en couleurs de Françoise Rohmer) 2010.
- La grande voix lointaine, Tipaza (peintures d’Andelu), 2011.
- Dans le doute et la ferveur, Encres vives, 2012.
- Poussière d'étoiles éditions Tipaza livre d'artiste avec 3 peintures originales d'Andelu 2014)
- J'ouvre la fenêtre éditions Amateurs maladroits 2014)
- Mémoires sans visages et autres textes éd Le petit véhicule peintures Françoise Rohmer 2016
- Sans fin sera la quête Sac à mots éditions 2017
- Les souvenirs, vois-tu, ce sont des vagues éditions Tipaza peintures de Françoise Rohmer
- Cherchant à mains nues la lumière éditions Villa-Cisneros 2018
- Comme un battement d'ailes, éd Le petit véhicule, , peintures de Josette Digonnet (2021)
- Une entaille de soleil dans la nuit, éd Tipaza, peintures d'Andelu (2022
- En attendant le jour, éd Le petit véhicule, peintures de Lambert Savigneux (2022)
- On ne s'habitue pas, éd Les Lieux-dits, 4ème de couverture par Anne Slacik (2022)
- Et tant pis pour la solitude, éd Villa-Cisneros 2023)

- Colette Gibelin, éd Villa-Cisneros, collection Traversée (2024)
- ça ira, éditions Tipaza, peintures de Patrick Lanneau (2024) préface de Gérard Mottet

### Revue
- « Colette Gibelin, entre doute et ferveur », Chiendents, Nantes, no 30,‎ 2013.

### Article
- Murielle Compère-Demarcy, « Mémoires sans visages, suivi par De quel cri traversée et par Une petite anthologie, Colette Gibelin », site La Cause littéraire, 12 décembre 2016

### Concert
- Le vent m'a traversée , poèmes mis en musique et chantés par Renat Sette, accompagné à la flûte et à la guitare par Stéphane Thomas  (2024)